# اینگه بوراک
اینگه بوراک (به انگلیسی: Inge Brück) (زاده ۱۲ اکتبر ۱۹۳۶) خواننده آلمانی است.
او نماینده آلمان در یوروویژن ۱۹۶۷ بود.